# Тоутоваї білолобий
Тоутоваї білолобий (Petroica australis) — вид горобцеподібних птахів родини тоутоваєвих (Petroicidae). Ендемік Нової Зеландії.

## Таксономія і еволюція
Білолобий тоутоваї є одним з чотирьох птахів роду Тоутоваї, що мешкають в Нової Зеландії. Його предки населили острови, мігрувавши з Австралії. Імовірно, хвиль колонізацій були дві: нащадками одної є довгоногий і білолобий тоутоваї, а другої- чатамський і великоголовий тоутоваї.

Виділяють два підвиди білолобого тоутоваї:
- P. a. australis (Sparrman, 1788) (Південний острів);
- P. a. rakiura C. A. Fleming, 1950 (острів Стюарт).

Раніше до білолобого тоутуваї відносили також підвид P. a. longipes, однак за результатами генетичних досліджень він був підвищений до статусу вида і отримав назву Petroica longipes. Дослідження також показали, що Petroica longipes і Petroica australis генетично розділилися приблизно 3 млн років тому, а підвид P. a. rakiura відділився 10 000 років тому.

## Опис

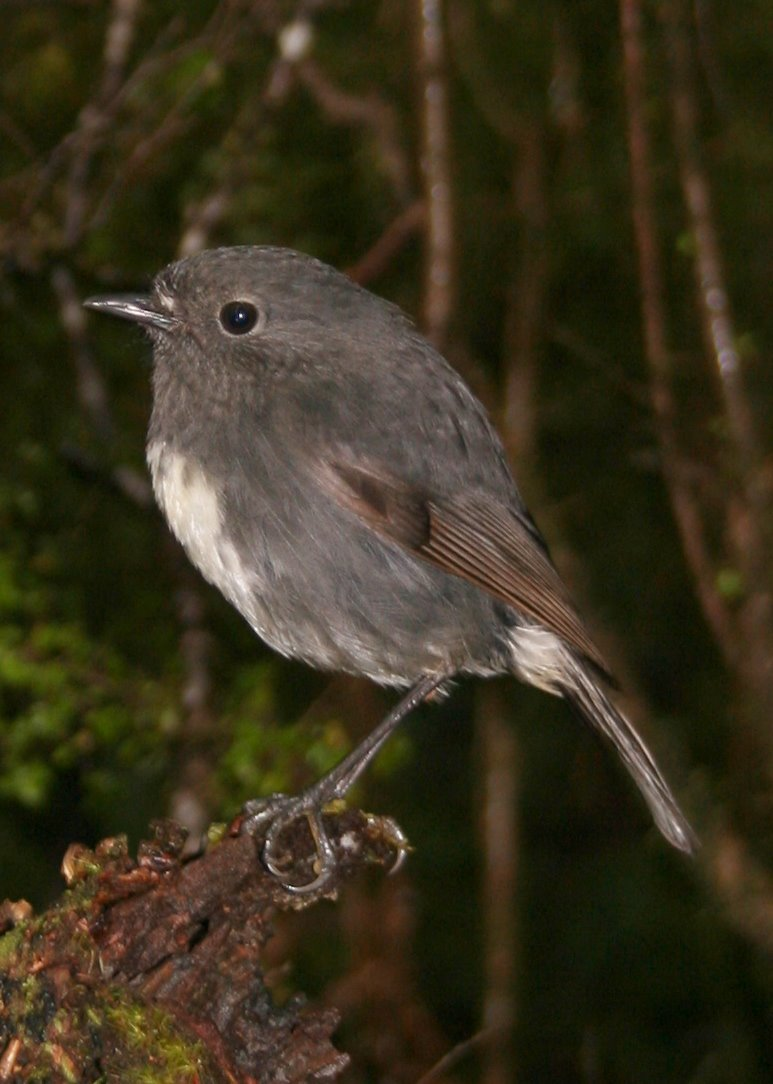
Білолобий тоутоваї

Довжина птаха становить 10-18 см, вага 35 г. Самці темно-сірого кольору, з жовтувато-білими грудьми і животом і білою плямою над дзьобом. Самки і молоді птахи світло-сірого кольору, з менш помітною світлою плямою на грудях. Представники підвиду P. a. rakiura мають темніший відтінок.

## Поширення і екологія
Білолобий тоутоваї є ендеміком Нової Зеландії. Історично цей вид птахів мешкав на всій рівнинній частині Південного острова, однак в XIX столітті його ареал зменшився через знищення природних середовищ і появу інтродукованих хижаків. Нині він мешкає двома великими популяціями на півночі і південному заході острова у відкритих лісах з густою підстилкою. Підвид з острова Стюарт мешкає трьома субпопуляціями в заростях рослин роду Лептоспермум. Урядом Нової Зеландії були проведені заходи з повернення білолобих тоутоваї на острови, де їх популяція раніше вимерла, зокрема на острів Ульва.

## Раціон
Білолобий тоутоваї харчується комахами і іншими безхребетними. Він робить запаси їжі, закопуючи їх в землю. Взимку основним об'єктом запасів є дощові черви, а влітку-цикади. Цей вид птахів добре запам'ятовує місця, де були сховані запаси.

## Розмноження
Білолобі тоутоваї набувають статевої зрілості у віці 6-12 місяців. Сезон розмноження починається навесні. В кладці 2 яйця, інкубація триває 18 днів. Пташенята покидають гніздо через 21 день.

## Збереження
Це численний і поширений вид птахів. МСОП вважає цей вид таким, що не потребує особливих заходів зі збереження. Однак популяція P. a. rakiura зазнала ефекту пляшкового горла через знищення природних середовищ і появи інтродукованих хижаків. Через це великою загрозою для птахів є інбридинг (близькоспоріднене схрещування). Натомість популяції Південного острова не демонструють значних генетичних втрат, хоч їхній ареал і став фрагментований.